# Hendrik de Grijff
Hendrik Herman de Grijff (ur. 22 września 1892 w Zutphen, zm. 11 grudnia 1976 w Hadze) – holenderski strzelec, olimpijczyk.
Uczestnik Letnich Igrzysk Olimpijskich 1924. Zajął 45. miejsce w karabinie dowolnym leżąc z 600 m (startowało 73 zawodników).

## Wyniki

### Igrzyska olimpijskie
| Igrzyska   | Konkurencja                  | Wynik   | Miejsce | Źródło |
| ---------- | ---------------------------- | ------- | ------- | ------ |
| Paryż 1924 | Karabin dowolny leżąc, 600 m | 76 pkt. | 45      | [ 1 ]  |